# Jeremy Kent Jackson
Pour les articles homonymes, voir Jackson.
Ne doit pas être confondu avec Jeremy Jackson.
 (juillet 2022).
Jeremy Kent Jackson est un acteur américain, né le 25 septembre 1973 dans le Colorado (États-Unis). Il est principalement connu pour son rôle dans la série télévisée Les Bio-Teens (Lab Rats), et sa suite Les Bio-Teens : Forces spéciales (Lab Rats: Elite Force).

## Filmographie

### Cinéma
- 1999 : Une histoire vraie (The Straight Story) : Andy (non crédité)
- 2001 : Bad Girls (Sugar and Spice) : joueur de football #1
- 2005 : Suits on the Loose : David Burnett

### Télévision
- 2000 : Urgences : Jock (saison 7, épisode 1)
- 2003 : Happy Family : Randall (épisode 10)
- 2004 : Les Experts : Employé de magasin (saison 5, épisode 3)
- 2004 : Drake et Josh : Vendeur de guitare (saison 2, épisode 2)
- 2004 : Las Vegas : Archie Druzinski (saison 1, épisode 21)
- 2004 : Mes plus belles années : Ray (2 épisodes)
- 2005 : Charmed : Minion (sason 7, épisode 13)
- 2005 : Les Experts : Miami : Carl Hiatt (saison 4, épisode 9)
- 2005 : Du côté de chez Fran : Rocker Dude (saison 1, épisode 13)
- 2008 : FBI : Portés disparus : Nathan York (saison 7, épisode 6)
- 2011 : Chemistry (en) : Luther (13 épisodes)
- 2011 : Cherche partenaires désespérément : Trey (épisode 3)
- 2013 : Bones : Seth Harrison (saison 8, épisode 22)
- 2013-2016 : Les Bio-Teens (Lab Rats) : Douglas Davenport (34 épisodes)
- 2014 : Judge Dredd: Superfiend (mini-série) : Juge dans l'avion (1 épisode)
- 2016 : Avengers Rassemblement : X-Ray (saison 3, épisode 20)
- 2016 : Les Bio-Teens : Forces spéciales (Lab Rats: Elite Force) : Douglas Davenport (3 épisodes)
- 2018 : La Mémoire de la peur (téléfilm) : Justin
- 2019 : You : Rufus (saison 2, épisode 2)